# Portulaca teretifolia
Portulaca teretifolia är en portlakväxtart som beskrevs av Carl Sigismund Kunth. Portulaca teretifolia ingår i släktet portlaker, och familjen portlakväxter. Inga underarter finns listade i Catalogue of Life.